# ゴーストライター (テレビドラマ)
『ゴーストライター』は、2015年1月13日から3月17日まで毎週火曜日21時 - 21時54分に、フジテレビ系の「火曜9時」枠で放送された日本のテレビドラマである。主演は中谷美紀。橋部敦子脚本によるドラマオリジナル作品。

## 企画・制作
リサは天才小説家として世間から注目を集めていたが、実際にはそれとは裏腹に自らの行き詰まりを感じてしまい、小説家を目指しているアシスタントの由樹に作品を代筆させる、いわゆる「ゴーストライター」として執筆させている。リサが自らの苦悩を抱えながら、由樹との対立や友情を通して成長する姿を描く。
このドラマの制作年の2014年には、ろう者の音楽家を自称した佐村河内守によるゴーストライター問題が大きな話題となっており、これに関する一連の騒動も企画の参考として、ヒューマンサスペンスドラマとして制作された。
中谷は、民放の連続ドラマでは、2002年放送の『恋するトップレディ』以来の13年ぶりの主演となる。
なお、フジテレビ系火曜21時枠（フジテレビ制作）の連続ドラマとしては本作が最終作品となった。2016年10月からは関西テレビ制作の火曜夜10時枠連続ドラマが当時間帯に移動し、その第1作は『メディカルチーム レディ・ダ・ヴィンチの診断』となる。一方で、フジテレビ制作の連続ドラマとしては2024年10月から『オクラ』までの9年間中断することになった。

## あらすじ
秀逸と呼ばれる作品を世に生みだす著名な小説家と知られる遠野リサは、全盛期に比べ近年では文章の構成力が衰え、スランプに陥っていた。一方、小説家を志望するも、なかなか採用されない川原由樹は、ひょんなことがきっかけで、リサのアシスタントとして働きはじめ、やがてリサのゴーストライターとして文章を提供するようになる。

## キャスト
人物名は、公式サイトでの発表時には当初の報道から多少変更された。

### 主人公
遠野 リサ
演 - 中谷美紀（高校時代：齊藤奈央）
ベストセラーを多く輩出し、ネームバリューだけでも利用価値が高い小説家。本名は遠野理紗。近年では文章構成力が衰え、過去の作品を超える小説を書けていないことに思い悩む。夫とは息子が幼少期に離婚しており、母・元子からはそもそも結婚自体を反対されていたが、そのことについては最後まで詳細は明かされなかった。

### リサの周辺人物
川原 由樹
演 - 水川あさみ
リサのアシスタント。1年という期間で小説家として芽が出なければ、地元の長野に帰り婚約者と結婚することを決めていた。期間が迫る中で編集者の小田から、リサのアシスタント業務をしてみないかと誘いを受け、アシスタントの傍らリサのゴーストライターとして代筆を行うことになった。しかし、リサが突然小説家を引退することを知り、リサに裏切られたと思い込み映画『エターナルレシピ』の完成披露試写会に乱入し、『エターナルレシピ』はリサのゴーストライターである自分が書いたと告白。その後リサにそのことで掴み掛られ、ゴーストライターの解雇を宣告された。
田浦 美鈴
演 - キムラ緑子
リサの秘書。
遠野 大樹
演 - 高杉真宙
リサの息子。明應学園高校に通う、頭脳明晰な少年だが、学校では教師のパソコンをハッキングして試験問題を漏洩するなど数々のトラブルを起こしている。またリサからは大学進学を勧められているものの、進学する気持ちは少しもない。とある事情から、母であるリサには強く反発しており、母を露骨に見下したような態度を取っている。また、リサが由樹に代筆させているのではないかと疑念を感じている。
佐藤 蓉子
演 - 川口圭子
遠野家家政婦。
遠野 元子
演 - 江波杏子
リサの母。 認知症を患い、介護付高齢者住宅で暮らす。リサの顔を見ても、もはや娘ということすら認識できないほど症状が進行している。

### 駿峰社

#### 小説駿峰編集部
小田 楓人
演 - 三浦翔平
由樹にリサを紹介する。
塚田 真奈美
演 - 菜々緒
坪田 智行
演 - 水橋研二
副編集長。
神崎 雄司
演 - 田中哲司
編集長。リサの名声を自身の出世に利用する。

#### その他関係者
岡野 慎也
演 - 羽場裕一
単行本編集長。
鳥飼 正義
演 - 石橋凌
常務。神崎と協力関係にある。

### 由樹の関係者
尾崎 浩康
演 - 小柳友
由樹の婚約者。横田リース長野営業所社員。
石井 友里子
演 - 未来
由樹と浩康の共通の友人。

### ゲスト
キャスト名横の表記は出演回。

#### 第1話
品川 譲
演 - 坂口辰平（第2話 - 第4話）
小説駿峰新人賞を受賞。担当編集者は塚田。
花屋敷 寛
演 - 花王おさむ
末期がんで病死した著名な作家。

#### 第2話
原口 誠治
演 - 桜井聖
大樹の担任教師。

#### 第3話
向井 七恵
演 - 山本未來
10年振りに執筆活動を始める小説家。リサとは新人時代からライバル関係にある。

#### 第5話
菅原 可奈
演 - 西内ひろ
リサの原作映画『エターナルレシピ』主演女優。
飯塚 智弘
演 - 宇賀神亮介
青山 天音
演 - 桐生あやめ
田島 宗次
演 - 植田茂
上記3名は映画『エターナルレシピ』出演者。

## スタッフ
- 脚本 - 橋部敦子
- 音楽 - 眞鍋昭大、笹野芽実、得田真裕、末廣健一郎
- 演出 - 土方政人、 佐藤源太、山内大典
- 主題歌 - androp「Ghost」（ワーナーミュージック・ジャパン / unBORDE / respire）[7]
- オープニングテーマ - 三浦大知「Unlock」（SONIC GROOVE）[8]
- 音楽プロデュース - 千葉篤史
- スタントコーディネーター - 釼持誠
- 劇中文章協力 - 栗本志津香
- 編成企画 - 増本淳
- プロデュース - 小林宙
- 制作 - フジテレビ
- 制作著作 - 共同テレビ

## 放送日程
| 各話                                                          | 放送日  | サブタイトル                                   | 演出     | 視聴率 |
| ------------------------------------------------------------- | ------- | ---------------------------------------------- | -------- | ------ |
| 第1回                                                         | 1月13日 | 罪への秒読み〜偽りの日々の始まり               | 土方政人 | 10.5%  |
| 第2回                                                         | 1月20日 | 夢か結婚か、それとも嘘か…泥沼の決断            | 土方政人 | 09.2%  |
| 第3回                                                         | 1月27日 | 罠か、チャンスか、デビューの甘い誘惑           | 佐藤源太 | 08.7%  |
| 第4回                                                         | 2月03日 | 原稿をください…消えた天才作家の誇り            | 山内大典 | 07.6%  |
| 第5回                                                         | 2月10日 | 舞台に上がったゴースト。逆襲の始まり           | 佐藤源太 | 07.0%  |
| 第6回                                                         | 2月17日 | 私は真実を述べます…嘘つきにくだされる法の裁き  | 土方政人 | 07.9%  |
| 第7回                                                         | 2月24日 | 私は消えたい…勝利のシナリオの結末              | 山内大典 | 08.9%  |
| 第8回                                                         | 3月03日 | 作家・遠野リサの死。よみがえる若き才能         | 土方政人 | 08.6%  |
| 第9回                                                         | 3月10日 | 天才は帰ってくるのか？退屈で平和な日々の果てに | 佐藤源太 | 08.7%  |
| 第10回                                                        | 3月17日 | 最終回・女王の帰還。罪深き二人の女の逆襲       | 土方政人 | 09.2%  |
| 平均視聴率 8.6%（視聴率はビデオリサーチ調べ、関東地区・世帯） |         |                                                |          |        |